# Alicia Dujovne Ortiz

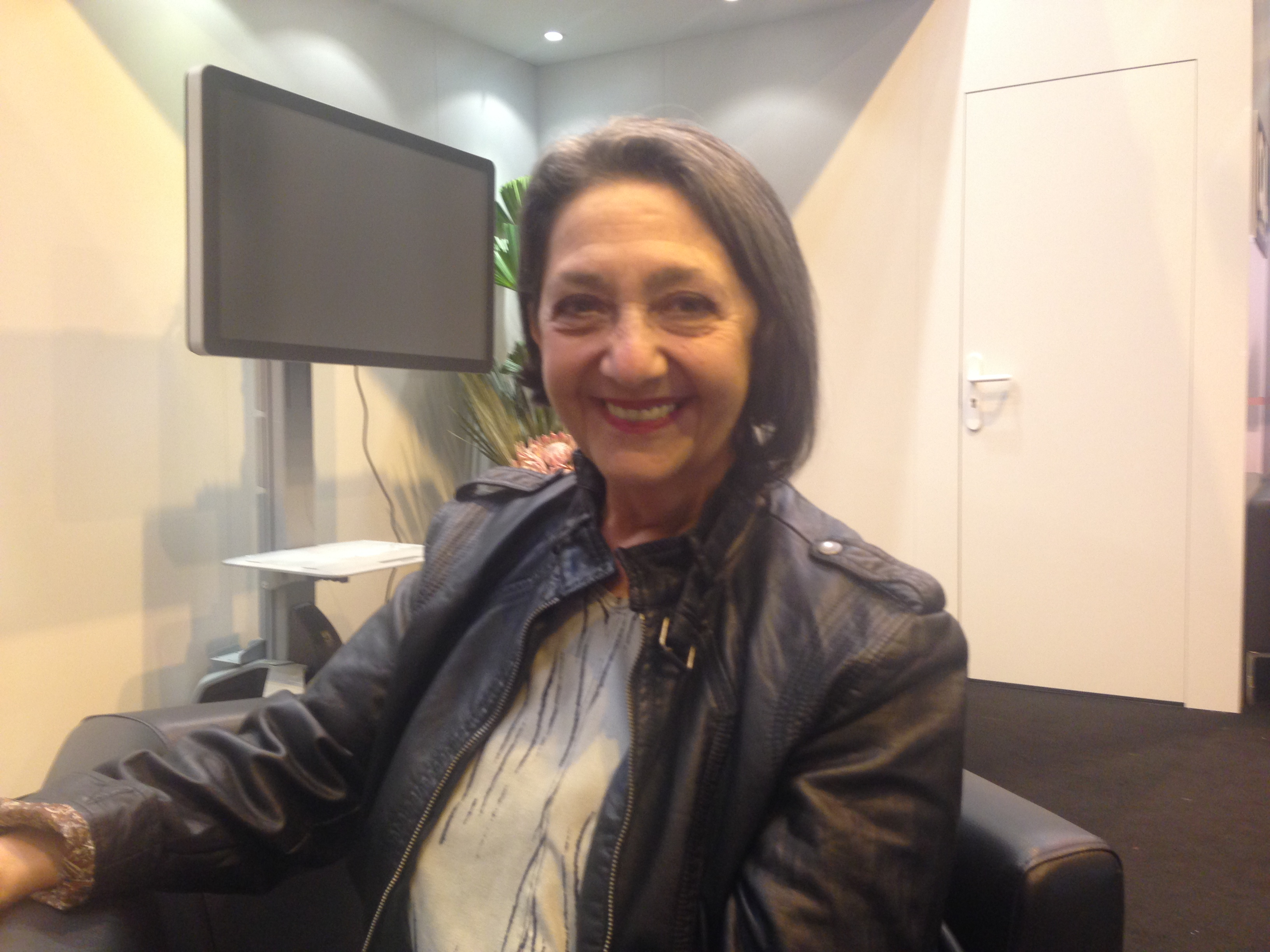
Alicia Dujovne Ortiz

Alicia Dujovne Ortiz (* 4. Januar 1939 in Buenos Aires) ist eine argentinische Journalistin und Schriftstellerin.
Dujovne Ortiz studierte an der Universität ihrer Heimatstadt. Anschließend begann sie für verschiedene Zeitungen bzw. Zeitschriften wie „La opinión“, „La Nación“ oder „Excelsior“ zu schreiben.
Als sich 1976 die Junta unter Führung General Jorge Rafael Videlas an die Macht geputscht hatte, wurde ihre journalistische Arbeit sehr eingeschränkt. Durch den Prozess der Nationalen Reorganisation blieb ihr 1978 schlussendlich nur noch das Exil. Sie ging nach Frankreich und ließ sich in Paris nieder.
Dort begann Dujovne Ortiz für die Zeitungen „Le Monde“ (Paris) und „La Vanguardia“ (Barcelona) zu schreiben und wurde später Lektor für spanische Literatur beim Verlag Gallimard. Nach ihren größeren literarischen Erfolgen ließ sich Dujovne Ortiz als freie Schriftstellerin in Toulouse nieder.

## Ehrungen
- 1986 Guggenheim-Stipendium
- 2004 und 2014 Premio Konex
- 2015 Premio Platino der Fundación Konex für ihr Gesamtwerk

## Werke (Auswahl)
Biografien
- El camarada Carlos. Buenos Aires: Aguilar, 2007.
- Maradona soy yo. Buenos Aires: Emecé, 1994.
- Eva Perón. La biografía. Buenos Aires: Aguilar, 1995.
  - Deutsch: Evita Perón. Die Biografie. Aufbau-Verlag, Berlin 1998, ISBN 3-7466-1399-X.
- María Elena Walsh. Madrid: Júcar, 1979.

Lyrik
- Mapa del olivado tesoro. Buenos Aires: Editorial Kraft, 1969.
- Orejas invisibles para el rumor de nuestros pasos. Buenos Aires: Editorial Bibliográfica Omeba, 1967.
- Recetas, florecillas y otros contentos. Buenos Aires: Editorial Rayuela, 1973.

Romane
- El agujero en la tierra. Novela. Caracas: Monte Ávila, 1980.
- Anita cubierta de arena. Novela. Buenos Aires: Aguilar, 2003.
- El árbol de la gitana. Novela. Buenos Aires: Alfaguara, 1997.
- El buzón de la esquina. Novela. Buenos Aires: Calicanto, 1977.
- Mireya. Buenos Aires: Alfaguara, 1998.
  - Deutsch: Die tangofarbene Frau.  Aufbau-Verlag, Berlin 2001, ISBN 3-7466-1736-7.
- La muñeca rusa. Novela. Buenos Aires: Alfaguara, 2009.
- Las perlas rojas. Novela. Buenos Aires: Aguilar, 2005.
- Un corazón tan recio. Buenos Aires: Alfaguara, 2011.
- La Madama. Buenos Aires, Emecé, 2014.
- La más agraciada. Buenos Aires: Emecé, 2015.